# Ватанабе Кадзан
Ватанабе Кадзан (20 жовтня 1793 — 23 листопада 1841) — японський політичний діяч, вчений, художник періоду Едо.

## Життєпис
Походив зі знатного збіднілого самурайського роду Ватанабе. Народився 1793 року в м. Едо, діставши ім'я Садаясу. Батька Ватанабе Садаміті перебували на службі у даймьо Тахара-хана, але через постійну хворобу отримав половину платні. Водночас у Садаясу було ще 7 братів й сестер. Водночас у віці 7 років поступає на службу до клану Міяке, володарів Тахара-хана — слугою сина Міяке Ясутомо. Водночас добре засвоїв конфуціанську науку.
У віці 16 років (1808 рік) став навчатися мистецтва живопису в Тані Бунтьо і Сіракава Сідзана. Перша відома його картина відноситься до 1815 року. Продаючи свої роботи, ніколи не розглядав їх як джерело збагачення, це був засіб допомоги родині. У 1822 році оженився з дівчиною, на ім'я Така. Великої любові між подружжям не було. Дружина не згадується в жодному листі Кадзана, він жодного разу її не малював. У 1823 році помирає батько.
Ватанабе Кадзан продовжував службу в Тахара-хані. Разом з даймьо часто їздив різними провінціями. У 1827 році після смерті даймьо Міяке Ясутеру, який не залишив спадкоємців, почалася боротьба за владу. Ватанабе підтримав друга Томонобу, що доводився близьким родичем Ясутеру. Втім головою Тахара-хана став представник більш заможної гілки — Міяке Ясунао. Зрештою Кадзан перейшов на службу до останнього. Завдяки його порадам економічне становище володіння поліпшилося, зокрема було налагоджено виробництво паперу. З 1830-х років захопився європейською наукою і мистецтвом.
Ватанабе 1830 року дослужився до посади каро (керівник) округу Тавара. Всі джерела відзначають, що в його землях не можна було зустріти жодного голодного жебрака. Ватанабе займався благодійністю, розумними економічними заходами сприяв підняттю рівня життя підданих, вчив їх передовим методам сільського господарства, використовуючи знання з європейської агрономічної науки.
Виступав проти політики ізоляціонізму (сакоку) сьогунату Токугава і закликав до встановлення торгових і культурних контактів із Заходом. Написав з цього приводу кілька праць(відносно стосунків з різними європейськими державами; готовності, що європейці незабаром можуть вдертися до Японії) які були розцінені офіційною владою як критичні. Хоча Ватанабе спробував приховати ці праці, їх знайшли, а самого Ватанабе 1839 року арештував, запроторивши до в'язниці в Едо. Його було звинувачено у підготовці власного походу на острови Бонін, поклоніння перед Заходом, розповсюдження панічних настроїв.
1840 року його присудили до смертної кари. Втім завдяки впливовим друзям при бакуфу замінили покарання на домашній арешт. Йому було заборонено продаватиме свої твори, займатися торгівлею. Для життя йому повинен був надавати кошти даймьо, але той не займався цим. Зрештою для того, щоб прогодуватися, йому довелося продавати свої твори.
Відчуваючи обов'язок перед сьогуном, оскільки він порушив наказ, напередодні відкриття персональної виставки як справжній самурай Ватанабе Кадзан наклав на себе руки.

## Творчість

### Малярство
Його творче ім'я Кадзан перекладається як «Гора квітів». Вважається одним з найбільш значущих представників живопису нанга (живопису художників-інтелектуалів (бундзінга). До 1823 років уже здобув славу художника. Результатом численних подорожей на службі став альбом під назвою «Справжні види чотирьох провінцій» (1825 рік).
Кадзан не обмежував себе відтворенням канонічних моделей, які дісталися у спадок від стародавніх часів. Одним з перших Кадзан намагався освоїти систему західного живопису і став писати портрети з використанням світлотіньового моделювання об'ємів. Ватанабе Кадзан об'єднав ідеалізацію образу з прийманням західній світлотіні, яка посилила натуралізм, приділив пильну увагу унікальним рисам обличчя людини, що передає особливості характеру і навіть психологічного стану моделі. Саме ці роботи, «картинки в манері рудоволосих варварів», офіційні органи визнали такими, що псують смаки й такими, що ображають моральність.
Його улюбленою рослиною, символічним виразником духовного складу гідного і доброчесного чоловіка був бамбук. Він часто зображав бамбук і справедливо вважається одним з кращих японських майстрів цього жанру. Кадзан добре знав творчість і висловлювання старих майстрів і часто малював свої композиції, використовуючи картини або віршовані рядки минулого в якості зразка. Особливо він любив писати варіації на теми бамбука китайського майстра У Чженя.
Разом з тим більше уславився як художник-портретист. Одним з його шедеврів є картина «Портрет Такамі Сенсекі». На ньому зображено самурая доби Едо, який також захоплювався європейськими науками.

### Письменство
Найвідомішою політичною працею є «Сеййо дзідзьо ґотосьо» («Відповіді на питання щодо становища на Заході»), де проводив думку, що у внутрішньополітичному плані країни Західної Європи переважають Японію, оскільки їх суспільний лад засновано на висуванні людей і вихованні талантів. Тому бакуфу слід провести негайні реформи: при призначенні на посади слід віддавати першість здібностям, а не знатності; сприяти розвитку науки й техніки; поширювати освіту; запозичувати технічні досягнення Європи; провести реформування армії. Водночас зауважував на моральній перевазі Японії, яка на відміну від західних країн не намагається захопити якомога більше земель за своїми межами, тоді як європейці борються між собою за Африку та Азію. У 1842 році, вже після смерті, автора, бакуфу на чолі із Мідзуно Тадакуні, провело військову реформу відповідно до рекомендацій Ватанабе.